# Specialpedagog
En specialpedagog arbetar med specialpedagogiskt i analys och förändringsarbeten av skolans organisation och lärmiljöer, för att underlätta för barn, ungdomar och vuxna i behov av särskilt stöd.
I likhet med en speciallärare har specialpedagogen uppdraget att utveckla skolans lärmiljöer på individ-, grupp- och skolnivå. Syftet är att skolans verksamheten ska kunna möta behovet i en skola för alla. Specialpedagoger utbildas i Sverige vid Specialpedagogiska programmet.

## Arbetsuppgifter
En specialpedagog kan arbeta med övergripande ansvar för det specialpedagogiska arbetet i verksamheten, och arbetar då nära ledningen. I arbetsuppgifterna ingår ansvar för utvecklingsarbete, uppföljning, utvärdering och åtgärdsprogram. Dessutom kan specialpedagogen fungera som kvalificerad samtalspartner, handledare eller rådgivare under såväl längre som kortare perioder. 

## Utbildningen i Sverige
Den specialpedagogiska påbyggnadsutbildningen gavs för första gången höstterminen 1990. Inledningsvis var utbildningen indelad i fyra specialiseringar, som motiverades med att verksamhetsformer för personer med omfattande funktionsnedsättning krävde en fördjupad specialpedagogisk kompetens. Påbyggnadsutbildningen fokuserade på specialpedagogens roll som handledare och konsult med ansvar för rådgivning, stöd och utveckling av åtgärdsprogram. Målsättningen med den nya specialpedagogutbildningen var bland annat att ge ett helhetsperspektiv på inlärning och utveckling. Enligt Lärarutbildningskommitténs slutbetänkande (SOU 1999:63, i Åman, 2006) är den centrala uppgiften för specialpedagogen att ”utveckla samverkan och samarbete såväl i arbetslaget som mellan familjen och skolan för att eleven ska få adekvat stöd” (s. 60). 
Åman (2006) menar att dagens specialpedagogiska påbyggnadsutbildning avser att forma en yrkesroll där uppdraget är ett annat än det huvudsakligen var i 1900-talets skolformer. I skolans styrdokument finns visioner om att specialpedagogen ska ingå i skolans ledningsgrupp för att hjälpa till med utveckling av det specialpedagogiska tänkandet, främst hos lärare och rektorer. Man kan se det som ett paradigmskifte, där specialpedagogerna ges rollen att tolka, utforska och leda utvecklingen av den ca 50-åriga skolpolitiska visionen en skola för alla.